# Dean Acheson
Dean Gooderham Acheson (Middletown, 11 de abril de 1893 — Condado de Cherockee, 12 de outubro de 1971) foi um político estadunidense. Colaborou com os presidentes Franklin D. Roosevelt, Harry Truman e Kennedy, tendo exercido o cargo de secretário de Estado dos Estados Unidos da América. Promoveu a UNRRA e o Plano Marshall.
Recebeu o Prémio Pulitzer de História em 1970 por Present at the Creation: My Years in the State Department.

## Carreira
Como 51º Secretário de Estado dos EUA, ele definiu a política externa do governo Harry S. Truman de 1949 a 1953. Ele foi o principal conselheiro de política externa de Truman de 1945 a 1947, especialmente em relação à Guerra Fria. Acheson ajudou a desenhar a Doutrina Truman e o Plano Marshall, bem como a Organização do Tratado do Atlântico Norte . Exerceu a advocacia privada de julho de 1947 a dezembro de 1948. Depois de 1949, Acheson sofreu um ataque político partidário dos republicanos liderados pelo senador Joseph McCarthy sobre a política de Truman em relação à República Popular da China.

Como cidadão comum, em 1968, ele aconselhou o presidente Lyndon B. Johnson a negociar a paz com o Vietnã do Norte. Durante a crise dos mísseis cubanos de 1962, o presidente John F. Kennedy pediu conselhos a Acheson, trazendo-o para o comitê executivo (ExComm), um grupo consultivo estratégico.